# Головчук Андрій Федорович
Головчук Андрій Федорович (13 грудня 1948 року, с. Томашівка, Уманський район, Черкаська область — 23 серпня 2017 року, м. Умань, Черкаська область) — український науковець у галузі сільського господарства, професор, доктор технічних наук, ректор Уманського національного університету садівництва (2008—2012).

## Життєпис
У 1972 р. закінчив факультет механізації сільського господарства Дніпропетровського сільсько-господарський інституту (нині — Дніпровський державний аграрно-економічний університет). Після служби в армії до 1977 р. працював викладачем у Кіровоградському технікумі механізації.
У 1976 р. закінчив педагогічний факультет Української с.-г. академії. З 1977 по 1980 р. — аспірант, а з 1988 по 1991 р. — докторант Київського автомобільно-дорожнього інституту. В 1981 р. захистив кандидатську, а в 1992 р. докторську дисертацію.
З 1980 по 1998 р. працював асистентом, старшим викладачем, доцентом, професором, завідувачем кафедри і деканом факультету механізації Дніпропетровського ДАУ.
З квітня 2004 по серпень 2008 р. — завідувач кафедри сільськогосподарських машин, проректор із заочного навчання та післядипломної освіти ДДАУ.
З серпня 1998 р. — професор кафедри механізації сільськогосподарського виробництва Уманського НУС, згодом завідувач новоствореної кафедри тракторів і автомобілів. З лютого 2000 по квітень 2004 р. очолював новостворену кафедру «Енергетичні засоби, технологічні процеси та обладнання».
З серпня 2008 р. — в.о. ректора Уманського НУС. 4 грудня 2008 р. обраний ректором університету.
Автор 285 наукових праць, у тому числі 28 винаходів, 5-ти підручників, одного електронного підручника «Трактори і автомобілі», довідника, 2-х термінологічних словників та інших науково-практичних матеріалів.
Професор Головчук А. Ф. — науковий керівник дослідно-конструкторських розробок і наукових досліджень. Під його керівництвом захищено п'ять кандидатських дисертаційних робіт.
Він також виконує великий обсяг громадської роботи. З 1993 по 1998 р. — голова спеціалізованої вченої ради ДДАУ, нині член спеціалізованих учених рад Національного транспортного університету (м. Київ) і Таврійського агротехнологічного університету (м. Мелітополь).
У 1985–1986 рр. нагороджений Срібною і Бронзовою медалями ВДНГ, Почесною грамотою Міністерства АПК України (1998 р.), у 2008 році — трудовою відзнакою Мінагрополітики України «Знак пошани».
Доктор технічних наук (1992 р.), професор (1993 р.), член-кореспондент Української екологічної академії наук (1993 р.), академік Міжнародної академії технічної освіти (2001 р.), відмінник освіти України (2003 р.), заслужений діяч науки і техніки України (2004 р.), відмінник технічної служби України (2005 р.).
Спортсмен, майстер спорту, чемпіон сільськогосподарських вузів з греко-римської боротьби (1972 р.), неодноразово нагороджувався медалями, дипломами і грамотами за спортивні досягнення.
Учасник Всеукраїнського фестивалю художньої творчості «Софіївські зорі». За значний внесок у розвиток аматорського мистецтва, участь у фестивалі «Софіївські зорі» та високу виконавчу майстерність нагороджений грамотами і дипломами.
Помер 23 серпня 2017 року від тромбозу легеневої артерії.